# Universidad de Valparaíso

Bandera de la Universidad de Valparaíso

La Universidad de Valparaíso, es una institución de educación superior pública y tradicional de Chile. Su rectoría y casa central se encuentran emplazadas en la ciudad de Valparaíso, histórica sede portuaria y universitaria del país.
La Universidad cuenta con una infraestructura distribuida principalmente en el Gran Valparaíso, con presencia significativa en comunas como Valparaíso, Viña del Mar y Quilpué. Asimismo, ha extendido su oferta formativa y su presencia institucional a otras zonas del país, a través de los Campus ubicados en la comunas de San Miguel, en Santiago, y San Felipe, en el Valle de Aconcagua.
Fue creada como tal el 12 de febrero de 1981, a partir de las escuelas que hasta entonces formaban la Sede Valparaíso de la Universidad de Chile, con la excepción del Instituto Pedagógico, que pasó a conformar la Universidad de Playa Ancha. La carrera más antigua de las incluidas en la Universidad de Valparaíso es la de Derecho, creada el 18 de mayo de 1911, como Curso de Leyes de Valparaíso.
La UV es miembro del Consorcio de Universidades del Estado de Chile (CUECH), asociación conformada por las dieciocho universidades estatales o públicas del país. Además integra el Consejo de Rectores de las Universidades Chilenas (CRUCH), instancia que reúne a los rectores de veintisiete universidades para coordinar la labor universitaria del país, y de la Agrupación de Universidades Regionales de Chile (AUR) la cual reúne a los miembros regionales del Consejo de Rectores.
Actualmente se encuentra acreditada por la Comisión Nacional de Acreditación (CNA-Chile) por un período de 6 años (de un máximo de 7), desde marzo de 2023 hasta marzo de 2029.Figura en la posición 17 dentro de las universidades chilenas según la clasificación webométrica SCImago Institutions Rankings (SIR) 2024.Está en la posición 11 según el ranking de Webometrics 2024. Está en la posición 13-20 a nivel nacional en el QS Rankings 2024.Está en la posición 17-28 a nivel nacional en el ranking Times Higher Education 2024.

## Historia

### Educación laica y fiscal para Valparaíso (1878-1911)

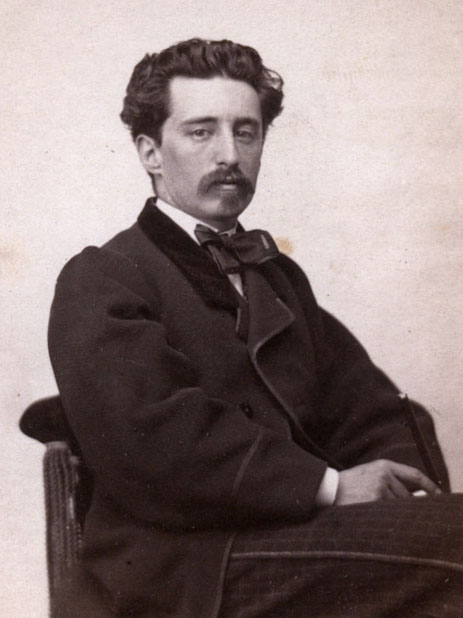
Eduardo de la Barra Lastarria (1839-1900), uno de los impulsores de la educación superior en Valparaíso.

Los primeros antecedentes históricos de la Universidad de Valparaíso se remontan a 1878, año en que el destacado intelectual y político radical Eduardo de la Barra, en su calidad de rector del Liceo de Hombres de Valparaíso (actual Liceo Eduardo de la Barra) organizó un inédito curso de Derecho para estudiantes de la ciudad. Su idea era crear una formación en Leyes que fuera al mismo tiempo laica y fiscal. Sin embargo, las condiciones todavía no estaban dadas en la ciudad para tal proyecto, y la iniciativa debió esperar todavía unos años antes de materializarse por completo.
Entre fines del siglo XIX e inicios del siglo XX, existía en Chile un fuerte debate político sobre si debía existir o no una separación Iglesia-Estado. En 1910, mientras se discutía en el Congreso Nacional un proyecto de ley que buscaba establecer una enseñanza primaria obligatoria y laica para todo el país, un grupo de diecinueve estudiantes del Curso de Leyes de los Sagrados Corazones envió un telegrama al Centro de Propaganda Radical de Santiago, para manifestar su completa adherencia a dicha iniciativa. Este manifiesto generó una fuerte polémica, promovida por los medios locales. Acto seguido, el grupo de estudiantes se retiró de su establecimiento educacional, para sumarse a un movimiento para la creación de un curso fiscal de leyes en Valparaíso, donde se pudiera estudiar todo tipo de materias. Dicho movimiento fue encabezado por liberales Guillermo Rivera Cotapos y Enrique Bermúdez de la Paz, senador y diputado por Valparaíso, respectivamente, con tal éxito que el 18 de mayo de 1911, mediante Decreto Supremo firmado por el presidente de la República, Ramón Barros Luco, se creó el «Curso de Leyes de la Ciudad de Valparaíso».

### La Universidad de Chile en Valparaíso (1911-1981)

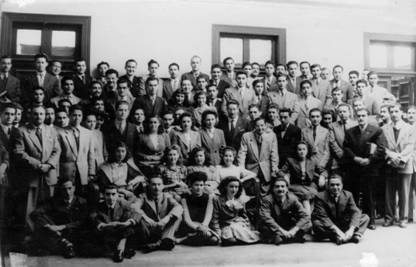
El Curso de Leyes de Valparaíso, en 1911.

La tarea de proponer a los profesores para el Curso de Leyes en Valparaíso fue encomendada al rector de la Universidad de Chile de entonces, Domingo Amunátegui Solar. De este modo, desde 1911 y durante los 70 años siguientes, tanto esta Escuela en formación como las siguientes estarían vinculadas a dicha institución.

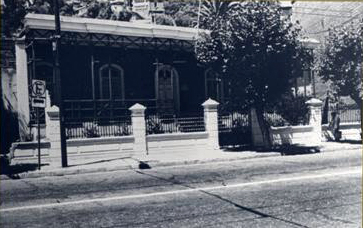
Segunda sede del Curso de Leyes (Colón 2128), cedida en 1927 por el Liceo de Hombres.

En un comienzo el Curso de Leyes funcionó en las dependencias del Liceo de Hombres de Valparaíso (actual Liceo Eduardo de la Barra), y sus tres primeros directores fueron los rectores del Liceo, siendo el primero de ellos el profesor alemán Carlos Rudolph. En 1927, el Curso se independizó del Liceo y se trasladó a un edificio contiguo cedido por este último, ubicado en la calle Colón 2128 y que hasta entonces había servido como residencia para los rectores del Liceo. En 1928, el nombre del Curso de Leyes se cambió por el de Escuela de Ciencias Jurídicas y Sociales, que años más tarde derivaría en el de Escuela de Derecho. Esta fue la primera escuela de derecho a nivel regional en el país.
A la Escuela de Derecho le sucedieron en 1933 la creación de la Escuela de Enfermería, y en 1941 la Estación de Biología Marina de Montemar, primera de su tipo en Iberoamérica y origen de la actual Facultad de Ciencias del Mar y de Recursos Naturales. Entre 1945 y 1972 se sumaron además otras catorce escuelas y carreras. Cronológicamente, la sede de Valparaíso de la Universidad de Chile se fue ampliando de la siguiente manera:
- 1911: Escuela de Derecho
- 1933: Escuela de Enfermería
- 1945: Escuela de Trabajo Social
- 1948: Instituto Pedagógico
- 1952-1955: Escuela de Odontología
- 1953: Carrera de Biología Marina

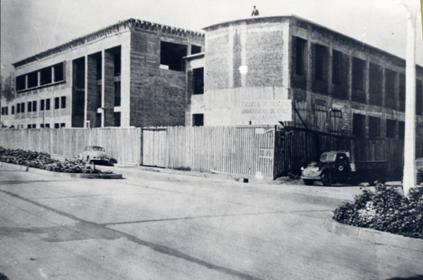
Construcción de la Escuela de Derecho en su sede actual en calle Errázuriz (c. 1948).

- 1955: Escuela de Obstetricia y Puericultura
- 1956: Departamento de Ciencias
- 1957: Escuela de Arquitectura
- 1958: Escuela de Economía
- 1964: Escuela de Arquitectura
- 1966: Escuela de Medicina
- 1968: Escuela de Diseño
- 1968: Escuela de Construcción Civil
- 1969: Escuela de Auditoría
- 1972: Carrera de Química y Farmacia

De todas ellas, el Instituto Pedagógico sería el único que no se adheriría años más tarde a la Universidad de Valparaíso, y que en su lugar, pasaría a formar parte de la Universidad de Playa Ancha.

#### La Reforma Universitaria en Valparaíso

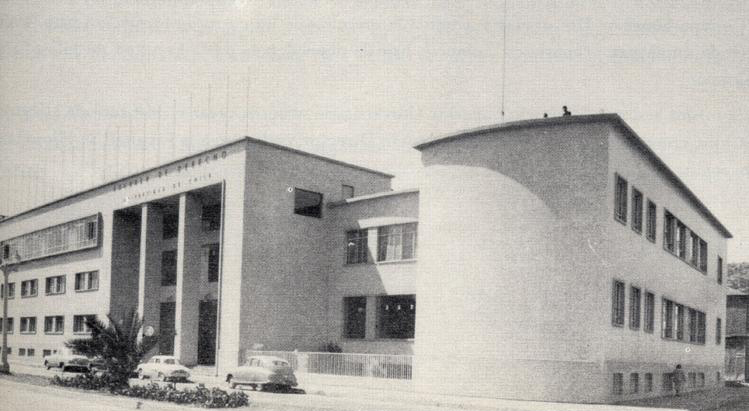
Escuela de Derecho en 1977.

En 1967 afloró un masivo movimiento estudiantil que revitalizó el proceso de la Reforma Universitaria en Chile. A comienzos del año siguiente, la Universidad de Chile debió enfrentar una fuerte crisis, y entre otros problemas se le acusó las injustas condiciones en la que se encontraban las escuelas y carreras que administraba en Valparaíso. En particular, se le criticó que las escuelas estaban enfocadas exclusivamente en lo profesional, dejando de lado el desarrollo de las ciencias. En consecuencia, se realizó una convención regional de reforma y un referéndum, que reestructuró la organización regional de la Universidad de Chile en Valparaíso, estructurándola esta vez como una verdadera sede. De este modo, en 1972 la Sede de Valparaíso quedó conformada por las siguientes facultades:
- Facultad de Arte y Tecnología
- Facultad de Derecho y Ciencias Sociales
- Facultad de Educación y Letras
- Facultad de Matemáticas y Ciencias Naturales
- Facultad de Salud

### La Universidad de Valparaíso (1981-Actualidad)
La Universidad de Valparaíso fue fundada como institución autónoma de educación superior el 12 de febrero de 1981, a través del Decreto con Fuerza de Ley Nº 6, del Ministerio de Educación, del 12 de febrero de 1981. A ella se traspasó la totalidad de la sede Valparaíso de la Universidad de Chile, con la excepción del antiguo Instituto Pedagógico, que pasó a manos de la Universidad de Playa Ancha. A partir de ese mismo año se comenzaron a reestructurar las facultades, y de forma progresiva se fue aumentando el número y variedad de carreras y facultades.
El terremoto de 1985 ocasionó algunos problemas en las dependencias de la Universidad. El edificio de la calle Colón 2128, por ejemplo, fue demolido y reemplazado por el actualmente utilizado por la Escuela de Trabajo Social de la Facultad de Derecho y Ciencias Sociales.
En el año 2000 se creó la Escuela de Administración Pública. Se ha consolidado como la principal institución formadora de administradores públicos en la Región de Valparaíso y una de las más reconocidas a nivel nacional. En 2021, la carrera de Administración Pública de la Universidad de Valparaíso se convirtió en la primera del país en obtener la acreditación por el máximo período posible en Chile: 7 años.
En 2002 se creó la Facultad de Humanidades, heredera del Instituto de Estudios Humanísticos, en la que se imparten las carreras de Pedagogía en Filosofía, en Historia y Ciencias Sociales, y en Música.
En 2003 se creó el Campus San Felipe de la Facultad de Medicina, en las dependencias del Liceo Roberto Humeres de San Felipe, con la apertura de las carreras de Fonoaudiología y Tecnología médica.[cita requerida] Al año siguiente, el Campus se trasladó a La Casona, propiedad aledaña a los terrenos adquiridos por la Universidad en el sector de La Troya. Ese mismo año se abrió la carrera de Educación Parvularia Mención en Salud y Alimentación.[cita requerida]
A su vez, en 2005 la universidad comenzó a impartir clases en la Región Metropolitana, en los programas de Administración de Negocios Internacionales, Gestión en Turismo y Cultura, e Ingeniería Civil Oceánica.[cita requerida] Un año más tarde, el Campus Santiago se trasladó a un inmueble ubicado en Santiago centro y en ese mismo año la oferta académica se amplió a siete carreras en modalidad diurna.[cita requerida] En agosto de 2008, el campus se trasladó nuevamente a la comuna de San Miguel, dando origen al nuevo y actual Campus Santiago, el que cuenta con una superficie de aproximadamente 10 000 m², 30 salas de clases, gimnasio cubierto para deportes con graderías y camarines, tres patios, oficinas administrativas y docentes, biblioteca, teatro, comedores, laboratorios y varios recintos de apoyo.[cita requerida] Allí se dictan las carreras de Administración Pública, Auditoría, Ingeniería Civil Industrial, Ingeniería Comercial e Ingeniería en Negocios Internacionales.

## Símbolos

### Himno de La Universidad de Valparaiso
La creación corresponde al músico chileno Hugo Pirovich Battiza.

"Una luz de inmensa pureza cubre hoy toda la Universidad la Cruz del Sur que va orientando al estudiante es la que brilla dando fuerza, amor y paz.

En sus aulas hay derecho, arte y ciencia, humanismo y fe en la libertad que hacen crecer la tolerancia y la prudencia ser navegantes del saber es nuestro afán.
Nuestra madre sembró su grandeza en nosotros sus hijos de ayer y los frutos de tan noble siembra en los nuestros los vemos crecer.
Del nadir buscando el cénit de este puerto esta casa de estudios crecerá ya no hay fronteras que detengan su prestigio pues sus talentos con orgullo triunfarán.

Una luz de inmensa pureza cubre hoy toda la Universidad la Cruz del Sur que va orientando al estudiante es la que brilla dando fuerza, amor y paz es la que brilla viva la Universidad".

### Medallas y Distinciones

#### Medalla Universidad de Valparaíso
Distinción establecida mediante el decreto exento N° 5804, del año 2011, de la Universidad de Valparaíso, cuyo propósito es reconocer el trabajo, la obra y/o el aporte de personas, tanto chilenas como extranjeras, al desarrollo intelectual o cultural de la humanidad. Este reconocimiento puede ser concedido también de manera póstuma.

#### Medalla Memoria y Derechos Humanos
Esta distinción fue creada mediante Decreto Exento N°1123, del año 2023, de la Universidad de Valparaíso, y busca reconocer a quienes fueron víctimas del golpe de Estado y de la dictadura, así como a quienes han trabajado activamente por preservar y recuperar la memoria institucional de los acontecimientos ocurridos durante ese periodo. Asimismo, se otorgará a todas aquellas personas que, a través de sus acciones, promuevan el respeto por la dignidad humana.

### Escudo
El escudo de la Universidad de Valparaíso es un emblema que refleja la identidad y los valores de esta institución pública chilena. En su diseño destaca la representación de la Cruz del Sur, una constelación emblemática del hemisferio sur, que simboliza la orientación, la búsqueda del conocimiento y el compromiso con el desarrollo científico y cultural desde una perspectiva austral.
|                              |
| Versión antigua (2008-2023). |

|                              |
| Versión antigua, horizontal. |

|                           |
| Escudo actual desde 2023. |

## Organización
La Universidad de Valparaíso cuenta con campus universitarios en Santiago y San Felipe, además de su sede central en Valparaíso y cuenta con un Centro de Formación Técnica UV con sede en Viña del Mar.

### Facultades y programas
Las facultades son unidades académicas mayores, constituidas por quienes cultivan una misma rama o ramas afines del saber y cuyas principales funciones son la docencia, la investigación y la extensión.
Al año 2019, la Universidad de Valparaíso ofrece 34 programas de postgrado (27 magíster y 9 doctorado), 28 especialidades médicas, 1 especialidad en obstetricia, 6 especialidades odontológicas y 56 diplomas de postítulos y diplomados.
| Facultad                                             | Pregrado | Postgrado | Ubicación                          |
| ---------------------------------------------------- | --- | --- | ---------------------------------- |
| Facultad de Arquitectura                             | - Arquitectura - Cine - Diseño - Gestión en Turismo y Cultura - Teatro | - Doctorado en Estudios Interdisciplinarios sobre Pensamiento, Cultura y Sociedad Diplomados - Diploma de Postítulo en Geomática | Playa Ancha, Valparaíso            |
| Facultad de Ciencias                                 | - Ingeniería en Estadística y Ciencia de Datos - Licenciatura en Ciencias (Mención Biología o Química) - Licenciatura en Física (Mención Astronomía, Ciencias Atmosféricas o Computación Científica) - Pedagogía en Matemáticas o Licenciatura en Matemáticas                                                              | - Doctorado en Astrofísica - Doctorado en Ciencias Mención Biofísica y Biología Computacional - Doctorado en Ciencias Mención Neurociencia - Doctorado en Ciencias Mención Química - Doctorado en Ciencias e Ingeniería para la Salud - Doctorado en Estadística - Doctorado en Matemática (en consorcio con PUCV y UTFSM) - Magíster en Astrofísica - Magíster en Ciencias Biológicas Mención Neurociencia - Magíster en Data Science - Magíster en Estadística - Magíster en Matemáticas - Magíster en Ciencia Mención Biodiversidad y Conservación - Magíster en Neurología Celular y Molecular Diplomados - Diplomado de Postítulo en Bioestadística - Diplomado de Postítulo en Educación Estadística - Diplomado de Postítulo en Estadística Financiera - Diplomado de Postítulo en Minería Estadística de Datos | Playa Ancha, Valparaíso            |
| Facultad de Ciencias Económicas y Administrativas    | - Administración Hotelera y Gastronómica (Viña del Mar) - Administración Pública (Valparaíso, Santiago) - Auditoría (Valparaíso, Santiago) - Ingeniería Comercial (Viña del Mar, Santiago) - Ingeniería en Información y Control de Gestión (Valparaíso) - Ingeniería en Negocios Internacionales (Viña del Mar, Santiago) | - Magíster en Gestión de Organizaciones - Magíster en Gestión de Proyectos - Magíster en Gobierno y Gestión Pública - Diploma de Postítulo en Desarrollo y Cuidado: Perspectiva Regional. - Diploma de Postítulo Interdisciplinario en Gestión Social de Emergencias y Desastres. - Diplomado en Gestión de Compras Públicas. - Diplomado en Enfoque de Género para la Gestión Pública. | Viña del Mar Valparaíso Santiago   |
| Facultad de Ciencias del Mar y de Recursos Naturales | - Biología Marina | - Magíster en Oceanografía (junto con PUCV) | Reñaca, Viña del Mar               |
| Facultad de Ciencias Sociales                        | - Psicología - Sociología - Trabajo Social | - Doctorado en Estudios Interdisciplinarios sobre Pensamiento, Cultura y Sociedad Ver lista | Valparaíso                         |
| Facultad de Derecho                                  | - Derecho | - Doctorado en Derecho - Doctorado en Estudios Interdisciplinarios sobre Pensamiento, Cultura y Sociedad - Magíster en Derecho (Legum Magister) Diplomados - Diploma de Postítulo en Derecho Civil - Diploma de Postítulo en Derecho Constitucional - Diploma de Postítulo en Derecho del Trabajo - Diploma de Postítulo en Derecho Internacional Humanitario - Diploma de Postítulo en Derecho Penal - Diploma de Postítulo en Derecho Tributario - Diploma de Postítulo en Mediación Familiar - Diploma de Postítulo en Nuevo Proceso Penal | Valparaíso                         |
| Facultad de Farmacia                                 | - Nutrición y Dietética - Química y Farmacia | - Magíster en Análisis Clínico - Magíster en Bioactividad de Productos Naturales y de Síntesis - Magíster en Gestión de Servicios de Alimentación y Nutrición - Magíster en Gestión Farmacéutica y Farmacia Asistencial Diplomados - Diploma de Postítulo en Estrategias y Tácticas para la Formación en Red - Diploma de Postítulo en Farmacia Asistencial - Diploma de Postítulo en Farmacia Clínica y Toxicología Clínica - Diploma de Postítulo en Gestión Farmacéutica | Playa Ancha, Valparaíso            |
| Facultad de Humanidades y Educación                  | - Pedagogía en Filosofía - Pedagogía en Historia y Ciencias Sociales - Pedagogía en Lengua y Literatura - Pedagogía en Música | - Doctorado en Estudios Interdisciplinarios sobre Pensamiento, Cultura y Sociedad - Magíster en Filosofía - Magíster en Historia Diplomados - Diploma de Postítulo en Estudios Latinoamericanos | Valparaíso                         |
| Facultad de Ingeniería                               | - Ingeniería Ambiental - Ingeniería Civil - Ingeniería Civil Ambiental - Ingeniería Civil Biomédica - Ingeniería Civil Industrial (Valparaíso, Santiago) - Ingeniería Civil Informática - Ingeniería Civil Matemática - Ingeniería Civil Oceánica - Ingeniería en Construcción - Ingeniería en Informática (San Felipe)    | - Doctorado en Ciencias e Ingeniería para la Salud - Doctorado en Ingeniería Informática Aplicada - Doctorado en Matemática - Magíster en Administración y Gestión Portuaria - Magíster en Ciencias de la Ingeniería mención Ingeniería Biomédica - Magíster en Gestión Ambiental - Magíster en Informática Aplicada Diplomados - Diploma de Postítulo en Data Science - Diploma de Postítulo en Transporte y Comercio Marítimo | Valparaíso Santiago                |
| Facultad de Medicina                                 | - Educación Parvularia (Viña del Mar) - Enfermería (Valparaíso, San Felipe) - Fonoaudiología (Viña del Mar, San Felipe) - Kinesiología (Viña del Mar) - Medicina (Viña del Mar, San Felipe) - Obstetricia y Puericultura (Viña del Mar, San Felipe) - Tecnología Médica (Viña del Mar, San Felipe)                         | - Doctorado en Estudios Interdisciplinarios sobre Pensamiento, Cultura y Sociedad Especialidad en Anestesiología y Reanimación - Magíster en Ciencias - Magíster en Ciencias Médicas - Magíster en Psicología Clínica - Magíster en Psicología del Trabajo y las Organizaciones - Magíster en Psicología Social Diplomados - Diploma de Postítulo en Aplicaciones del Diagnóstico Molecular en Microbiología - Diploma de Postítulo en Atención Primaria y Salud Familiar - Diploma de Postítulo en Cirugía de Piso Pélvico - Diploma de Postítulo en Cirugía Laparoscópica - Diploma de Postítulo en Cuidado Respiratorio y Manejo Hemodinámico Neonatal - Diploma de Postítulo en Didáctica de la Enseñanza del Idioma Inglés en Educación Inicial - Diploma de Postítulo en Ecografía Obstétrica - Diploma de Postítulo en Educación Diferencial Inclusiva - Diploma de Postítulo en Educación Popular y Psicología Comunitaria - Diploma de Postítulo en Estrategias de Intervención Clínica Infantojuvenil - Diploma de Postítulo en Evaluación e Intervención Neuropsicológica en Adultos con Trastornos Cognitivos - Diploma de Postítulo en Fonoaudiología Geronto-Geriátrica - Diploma de Postítulo en Gerontología: Enfoque interdisciplinar en salud - Diploma de Postítulo en Gestión del Cuidado de Enfermería a la Familia y la Comunidad - Diploma de Postítulo en Gestión en Salud - Diploma de Postítulo en Gestión Local de Salud para Establecimientos de Atención Primaria - Diploma de Postítulo en Imágenes Cardiológicas No Invasivas - Diploma de Postítulo en Intervención en Violencia Familiar y Abuso Sexual Infantil: un abordaje integral y multidisciplinario - Diploma de Postítulo en Medicina Familiar - Diploma de Postítulo en Medicina Familiar Avanzado - Diploma de Postítulo en Motricidad, Infancia y Educación - Diploma de Postítulo en Prescripción de Ejercicio en Enfermedades Crónicas no Transmisibles - Diploma de Postítulo en Prevención y Rehabilitación del Piso Pélvico - Diploma de Postítulo en Psicología, Familia y Derecho - Diploma de Postítulo en Salud Mental: Una mirada desde la Salud Pública - Diploma de Postítulo en Síndrome de Déficit Atencional y sus Implicancias en el Aula - Diploma de Postítulo en Trastorno del Desarrollo: abordaje cognitivo-lingüístico y educativo-social - Diploma de Postítulo en Uroginecología para Urólogos - Diplomado en Enfermedades Respiratorias Infantiles - Diplomado en Trastornos de la Comunicación y Condición del Espectro Autismo: Enfoque Transdisciplinario Y Calidad De Vida Especialidades - Especialidad en Anatomía Patológica - Especialidad en Cardiología - Especialidad en Cirugía General - Especialidad en Cirugía Pediátrica - Especialidad en Cuidados Intensivos Pediátricos - Especialidad en Infectología Adultos - Especialidad en Medicina de Urgencia - Especialidad en Medicina General Familiar - Especialidad en Medicina Interna - Especialidad en Neonatología - Especialidad en Neurocirugía - Especialidad en Neurología - Especialidad en Neuropediatría - Especialidad en Neurorradiología Diagnóstica - Especialidad en Neurorradiología Diagnóstica Intervencional - Especialidad en Obstetricia y Ginecología - Especialidad en Oftalmología - Especialidad en Oncología y Radioterapia - Especialidad en Otorrinolaringología - Especialidad en Pediatría - Especialidad en Psiquiatría - Especialidad en Psiquiatría Infantil y de la Adolescencia - Especialidad en Radiología e Imagenología - Especialidad en Reumatología - Especialidad en Traumatología y Ortopedia - Especialidad en Uroginecología - Especialidad en Urología | Valparaíso Viña del Mar San Felipe |
| Facultad de Odontología                              | - Odontología | Diplomados - Diploma de Postítulo en Cariología Clínica - Diploma de Postítulo en Cirugía Implantológica Básica para Odontólogos Generales - Diploma de Postítulo en Diagnóstico y Tratamiento de las Alteraciones del Desarrollo Dento Máxilo Facial - Diploma de Postítulo en Endodoncia Clínica - Diploma de Postítulo en Ortodoncia Interceptiva - Diploma de Postítulo en Quirúrgico Protésico en Implantología Básica para Odontólogos Generales - Diploma de Postítulo en Resolución Quirúrgica de Problemas Endodónticos - Diploma de Postítulo en Sedación Consciente con Óxido Nitroso en la Clínica Odontológica - Diploma de Postítulo en Traumatología Dentaria Especialidades - Especialidad en Cirugía y Traumatología Bucal y Máxilo Facial - Especialidad en Endodoncia - Especialidad en Implantología Oral - Especialidad en Medicina y Patología Oral - Especialidad en Odontopediatría - Especialidad en Ortodoncia y Ortopedia Dento Máxilo Facial - Especialidad en Periodoncia e Implantología - Especialidad en Rehabilitación Oral - Especialidad en Trastornos Témporomandibulares y Dolor Orofacial | Playa Ancha, Valparaíso            |

Algunas de las dependencias de la Universidad son las siguientes:
|                                                    |
| Facultad de Arquitectura (Parque 570, Playa Ancha) |

|                                 |
| Escuela de Teatro (Brasil 1647) |

|                                                              |
| Ingeniería en Información y Control de Gestión (Blanco 1911) |

|                                                                 |
| Facultad de Ciencias Económicas y Administrativas (Las Heras 6) |

|                                      |
| Facultad de Derecho (Errázuriz 2120) |

|                                        |
| Escuela de Trabajo Social (Colón 2128) |

|                                                           |
| Facultad de Ingeniería (Edificio Hucke, General Cruz 222) |

|                                                                                          |
| Escuela Ingeniería Civil Industrial y Escuela de Ingeniería Civil Oceánica (Brasil 1786) |

|                                        |
| Escuela de Psicología (Hontaneda 2653) |

|                                          |
| Clínica de Reproducción (Hontaneda 2664) |

|                                          |
| Escuela de Sociología (Blas Cuevas 1028) |

|                                                   |
| Facultad de Humanidades y Educación (Serrano 546) |

### Federación de Estudiantes
La Federación de Estudiantes de la Universidad de Valparaíso (FEUV) es el organismo que agrupa a los distintos centros de alumnos o estudiantes de la Universidad de Valparaíso.

### Centro de Formación Técnica UV
En 2003 la Universidad de Valparaíso creó un centro de formación técnica (CFT), que imparte carreras Técnicas de Nivel Superior (TNS) y capacitación. El Centro de Formación Técnica UV está reconocido por el Estado de Chile y pertenece a la Red CFT CRUCH.
Actualmente se encuentra acreditado por la Comisión Nacional de Acreditación (CNA-Chile) por un período de tres años (de un máximo de 7), desde agosto de 2017 hasta agosto de 2020.

#### Técnicas de Nivel Superior
- Técnico de Nivel Superior Enfermería.
- Técnico de Nivel Superior Asistente Jurídico.
- Técnico de Nivel Superior Contabilidad General.
- Técnico de Nivel Superior Asistente Ejecutivo.
- Técnico de Nivel Superior Programación en Computación.

#### Área de Capacitación
- Cursos de Oficio y Empleabilidad
- Diplomados Ejecutivos
- Cursos de Capacitación (Con Código SENCE)
- Cursos para el Adulto Mayor

## Infraestructura

### Campus universitarios
- Casa Central Valparaíso
- Campus Santiago
- Campus San Felipe

### Servicios a la comunidad
- Centro de Atención Psicológica, CAPSI
- Centro de Estudios y Servicios Organizacionales, CepsiOrg
- Centro Integral de Atención al Estudiante
- Consultorio Jurídico Social Universidad de Valparaíso
- Clínicas Odontológicas
- Clínica Odontológica Infantil
- Laboratorio de Bacterología
- Laboratorio de Biología y Genética Molecular
- Laboratorio Análisis de Radicales Libres
- Laboratorio de Anatomía Patológica
- Laboratorio de Parasitología
- Diagnósticos micológicos
- Laboratorio de Virología
- Laboratorio de Inmunología
- Laboratorio de Fonoaudiología
- Laboratorio de Control de Calidad y Gestión Ambiental
- Laboratorio de Mecánica
- Laboratorio de Hormigones
- Dirección de Asuntos Estudiantiles

|                                                               |
| Centro Integral de Atención Estudiantil (CIAE) (Blanco 1931). |

| |
| Edificio Soria (Yungay 1731). Oficina de Aranceles, Dirección de Asuntos Estudiantiles (DAE), Fondo Solidario de Crédito Universitario y Servicio Médico de Alumnos. |

|                                                                         |
| Jardín Infantil Conejito Blanco (Chiloé 1918), administrado por la DAE. |

### Sistema de Bibliotecas de la Universidad de Valparaíso
La Dirección de Bibliotecas y Recursos para el Aprendizaje, DIBRA, agrupa a 16  bibliotecas de la Universidad, distribuidas en las comunas de Valparaíso, Viña del Mar, Santiago y San Felipe. Esto permite al estudiante solicitar libros impresos y electrónicos, tesis, revistas, folletos, artículos científicos, material audiovisual y cartográfico, desde cualquier lugar, en cualquiera de las bibliotecas a través de la Internet. A su vez, la Universidad de Valparaíso cuenta con materiales de aprendizaje y equipos para personas con baja o nula visión, como por ejemplo, títulos en Braille y libros con sistema de audio.

## Administración
La principal autoridad de la Universidad de Valparaíso es el rector, seguido de un prorrector, un secretario general y un contralor interno. Adicionalmente existe una Junta Directiva, conformada por un presidente, un vicepresidente y otros tres integrantes.
El rector se elige cada cuatro años. El actual rector es Osvaldo Corrales.  

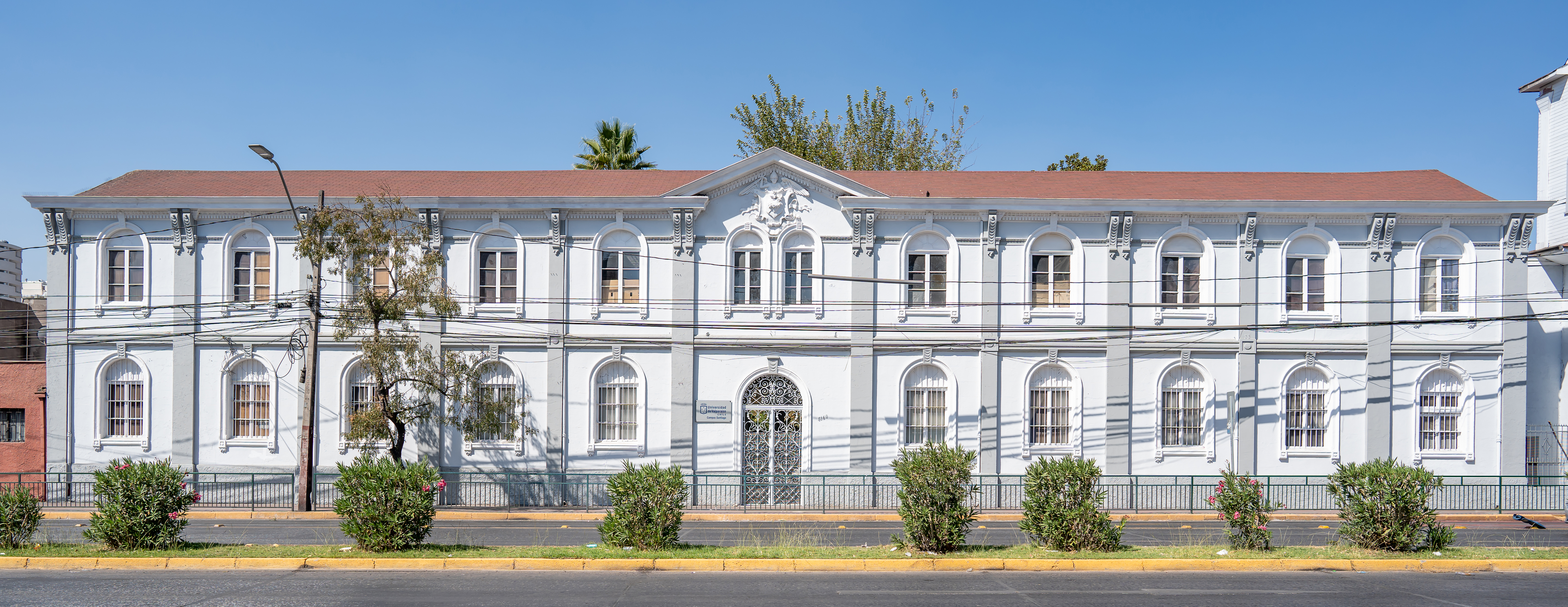
Campus Santiago de la Universidad de Valparaíso

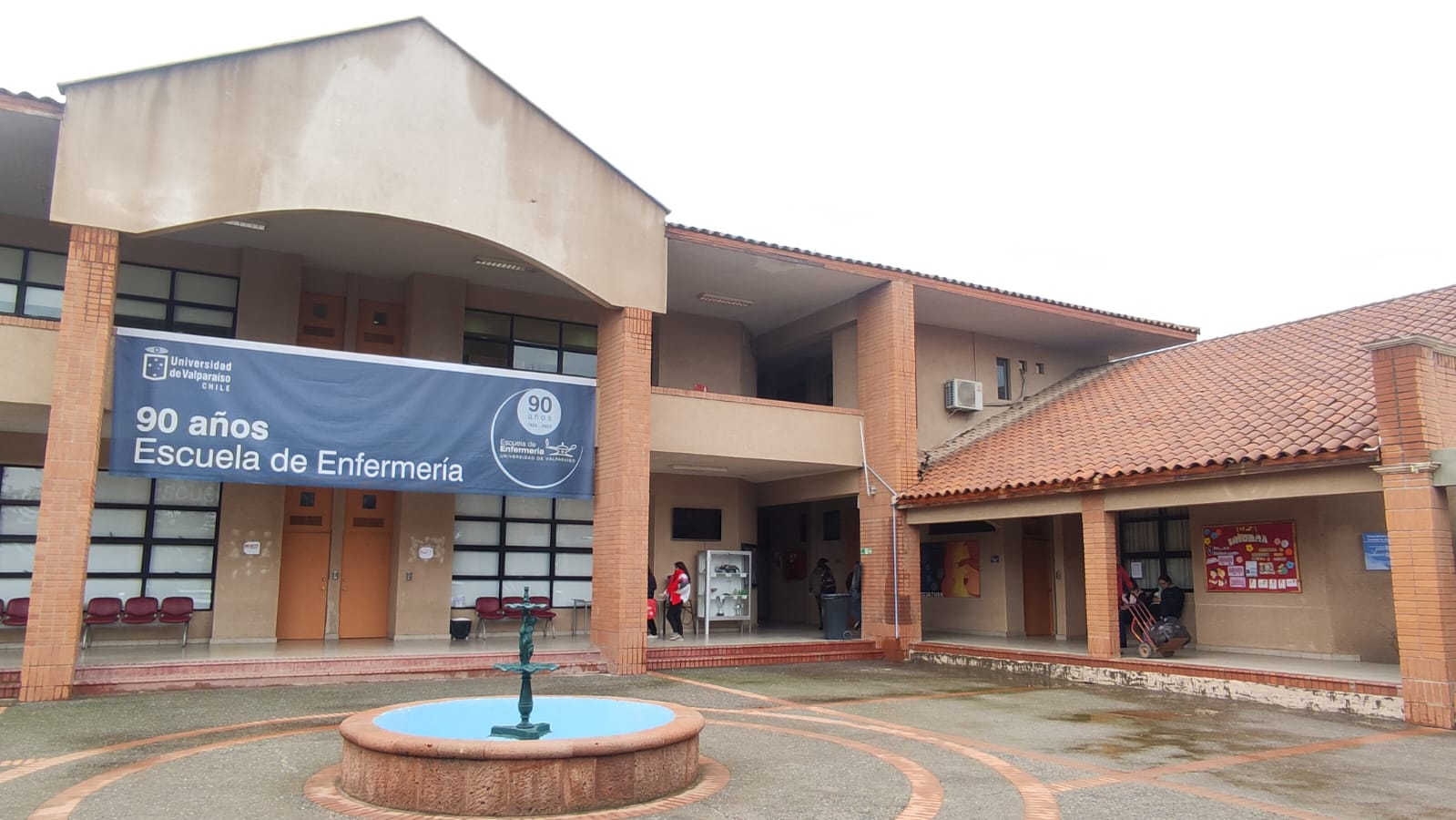
Campus San Felipe de la Universidad de Valparaíso

### Autoridades

#### Nivel Central
- Rector: Osvaldo Corrales Jorquera.
- Vicerrectoría Académica: Carlos Becerra Castro.
- Vicerrectoría de Gestión Institucional: Christian Corvalán.
- Vicerrectoría de Investigación e Innovación: Marcela Alviña Walker.
- Vicerrectoría de Vinculación con el Medio: Paulina Gundelach González.
- Secretaría General: Nicole Selamé Glena.
- Contraloría Interna: Cristián Moyano Guerra.
- Fiscalía General: Daniela Montecinos Espinoza.

#### Campus Santiago
- Director del Campus: Jaime Vera.

#### Campus San Felipe
- Director del Campus: Francisco Pantoja Molina.

### Rectores de la Universidad de Valparaíso
Los rectores de la universidad han sido los siguientes:
| Periodo           | Nombre                    | Profesión            | Observación |
| ----------------- | ------------------------- | -------------------- | --- |
| 1981 - 1986       | Renato Damilano Bonfante  | Abogado              | Designado por la Junta Militar de Gobierno.                                                                                                 |
| 1986 - 1988       | Raúl Celis Cornejo        | Abogado              | Designado por la Junta Militar de Gobierno.                                                                                                 |
| 1988 - 1990       | Jorge Espinoza Sáez       | Abogado              | Designado por la Junta Militar de Gobierno.                                                                                                 |
| 1990 - 1998       | Agustín Squella Narducci  | Abogado              | Entre 1996 y 1998 fue además presidente del CUECH. Convencional Constituyente de la República de Chile.                                     |
| 1998 - 1999       | Luis Olivares Meléndez    | Odontólogo           | Como subrogante. |
| 1999 - 2007       | Juan Riquelme Zucchet     | Ingeniero Comercial  | Acabó precipitadamente su cargo luego de presentar su renuncia en septiembre de 2007.                                                       |
| 2007 - 2008       | Patricia Acuña Johnson    | Química Farmacéutica | Como subrogante, desde octubre de 2007 hasta marzo de 2008, en calidad de prorrectora. Entre marzo y julio de 2008, en calidad de rectora.  |
| 2008 - 2020       | Aldo Valle Acevedo        | Abogado              | Entre 2015 y 2018 fue Vicepresidente Ejecutivo del CRUCH, y desde 2017 al 2022 fue Presidente del Consejo de Rectores de Valparaíso (CRUV). |
| 2020              | Christian Corvalán Rivera | Trabajador Social    | Como subrogante. |
| 2020 - Actualidad | Osvaldo Corrales Jorquera | Psicólogo            | Desde 2022 es además presidente del CUECH.                                                                                                  |

## Medios de comunicación

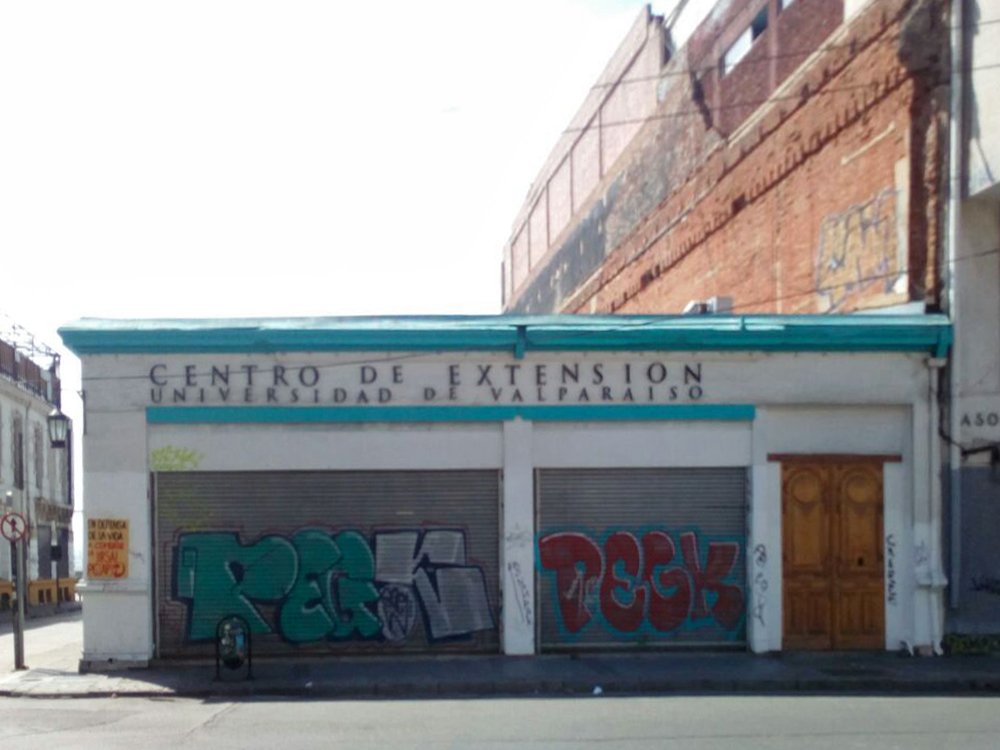
Centro de Extensión de la Universidad (Blanco 1113, Valparaíso). Sede de la Radio Valentín Letelier y de las salas El Farol, Rubén Darío y Musicámara

Durante 2018 el promedio mensual de menciones en medios de comunicación superó las cien (104,8), lo que permitió llegar a un total de 1.258 apariciones en el año. Asimismo, la unidad de prensa produjo un total de 977 notas que fueron publicadas en el portal de noticias uv.cl.
- Editorial UV: Editorial creada en 1991 y enfocada principalmente a la publicación de obras de pensamiento y poesía. Entre sus editores pasados destacan el poeta Ennio Moltedo y el académico, diseñador e ilustrador Allan Browne. Su actual editor es el reconocido poeta y comunicador Cristián Warnken.[31]

- Radio Valentín Letelier (RVL): Radioemisora fundada en 1961 por el director de la Escuela de Derecho, profesor Victorio Pescio, perteneciente entonces a la sede de Valparaíso de la Universidad de Chile. Su primer radiocontrolador y el primero en hablar a través de su frecuencia fue Jorge Aravena. Entre 1964 y 1973 su director fue Hugo Muñoz. Desde sus inicios, el sello programático de esta radio ha girado en torno a la investigación, la comunidad, las actividades culturales y la grabación de bandas chilenas emergentes. En los años 1960 la radio colaboró con la difusión de bandas como Los Jaivas o Tiemponuevo, e incluso grabó registros de Víctor Jara, Quilapayún y Violeta Parra.[32] Desde el año 2000 la radio depende de la Universidad y funciona en la Sala Musicámara, ubicada en la calle Errázuriz en el Plan de Valparaíso.[33]